# ضربه جانبی
سایدکیک یا ضربه جانبی (به انگلیسی: Sidekicks) یک فیلم کمدی-درام، ورزشی و ماجراجویانه آمریکایی محصول سال ۱۹۹۲ به کارگردانی آرون نوریس با بازی جاناتان برندیس و چاک نوریس است. یک نوجوان که خیال پردازی می‌کند که دستیار چاک نوریس باشد برای تحقق رویاهایش در هنرهای رزمی تمرین می‌کند.
«سایدکیک»، یک ضربه پا در ورزش کیک‌بوکسینگ است.

## داستان
بری گابروسکی (برندیس)، یک پسر مبتلا به آسم که با پدر بیوه‌اش در هیوستون زندگی می‌کند، اغلب در رویاپردازی در مورد اینکه دستیار چاک نوریس است، تصور می‌کند که نبرد با دشمنانی شبیه به قلدرهای واقعی اوست. معلم مورد علاقه او، نورین چان (نیکسون-سوول)، اغلب در این فانتزی‌ها ظاهر می‌شود، که فیلم‌های مختلف چاک نوریس را تقلید می‌کند. تمایل بری به یادگیری هنرهای رزمی او را به سمت آقای لی (ماکو)، یک مرد چینی مسن سوق می‌دهد که خلاقانه به بری کمک می‌کند تا بر آسم خود غلبه کند و به او دفاع از خود را آموزش می‌دهد. وقتی آقای لی در یک تورنمنت محلی کاراته وارد آنها می‌شود، خود چاک نوریس به تیم آنها می‌پیوندد. بری علیرغم رویارویی با زورگویان و رقیب ماهر خود، با راهنمایی نوریس پیروز می‌شود و در نهایت قدرت لازم برای غلبه بر مبارزات خود را بدون تکیه بر رویاهای خود پیدا می‌کند.

## بازیگران
- جاناتان برندیس در نقش بری گابروسکی
- چاک نوریس در نقش خودش
- بو بریجز در نقش جری گابروسکی
- ماکو ایواماتسو در نقش آقای لی
- جو پیسکوپو در نقش کلی استون
- دانیکا مک‌کلر در نقش لورن
- ریچارد مول به عنوان شاخ
- جولیا نیکسون-سل به عنوان خانم نورین چان
- مایکل و پل کاستیلو به عنوان نگهبانان دوقلوی
- توجه: شخصیت نیکسون-سل نامی مرجع فیلم "چشمی در برابر چشم" به چاک نوریس است که در آن ماکو جیمز چان (پدر روزنامه‌نگار کشته شده‌ای را با شخصیت نوریس برای شکار قاتلان خود به تصویر می‌کشید).

## انتقادها
این فیلم تا حد زیادی نقدهای منفی از منتقدان دریافت کرد. بر اساس ۱۰ بررسی جمع‌آوری شده، فیلم دارای ۱۰٪ تائیدیه از سایت راتن تومیتوز، با میانگین نمره ۳٫۶ از ۱۰ می‌باشد.

### باکس آفیس
این فیلم در شماره ۲ در گیشه آغاز به کار کرد. در کشور در مدت اکران داخلی ۱۷ میلیون دلار فروش بدست آورد.